# Christian Noot
Christian Diedrich Johann Ernst Noot (* 14. November 1783 in Ruhrort; † 21. November 1859 in Essen) war ein deutscher Politiker.

## Leben und Wirken
Christian Noot war der Sohn eines „Receptors“ (Steuereinnehmers) und Vetter des Unternehmers Franz Haniel.
Von 1815 bis 1834 war er Bürgermeister der Bürgermeisterei Altenessen, die 1813 gegründet wurde und zu der bis 1874  Frillendorf, Huttrop, Karnap, Schonnebeck, Katernberg, Rotthausen, Rüttenscheid und Stoppenberg gehörten. In Personalunion war Noot ebenfalls von 1824 bis 1834 Bürgermeister der Stadt Steele. Im Jahr 1929 wurde Steele zur Stadt Essen eingemeindet.
In seine Amtszeit fiel der Ausbau der heutigen Altenessener Straße zu einer Chaussee, was zu unüberwindlichen Schwierigkeiten führte. Einerseits forderte der Landrat den Ausbau, jedoch spielten die Altenessener Bauern nicht mit und weigerten sich, sich zu beteiligen, insbesondere finanziell. So wurde Christian Noot 1834 als Bürgermeister von seinem Amt suspendiert.
In Essen-Altenessen-Süd wurde die ehemalige Louisenstraße 1915 als Nootstraße nach ihm benannt.